# Nils Wetterstein
Nils Leonard Wetterstein, född 6 december 1914 i Åbo, död där 16 december 1999, var en finländsk sjöfartsman.
Wetterstein blev vice häradshövding 1942. Han var 1948–1957 biträdande direktör vid Ångfartygsaktiebolaget Bore och vice vd 1957–1964; 1957–1974 vd vid Oy Silja Line Ab samt 1975–1980 ordförande i förvaltningsrådet för sistnämnda företag. Han gjorde en viktig insats i utvecklandet av passagerartrafiken mellan Finland och Sverige. Han erhöll sjöfartsråds titel 1972.